# Josep Anton Vilalta i Coletes
Josep Anton Vilalta i Coletes (Cabanabona, 1967) és un escriptor i polític català, veí de Torà des de 1989. Va ser regidor de la Candidatura d'Unitat Popular a Torà (1999-2011). Des del 2007 escriu a la secció d'opinió de Llibertat.cat, en premsa escrita d'àmbit comarcal i en publicacions d'organitzacions i entitats diverses. També participa a les tertúlies d'actualitat de Lleida TV. L'any 2019 publicà Amb samfaina o sense, la que és la seva primera incursió en el món de la ficció, «una novel·la senglar: una mica bèstia, una mica negra i bastant porca».